# Bathysphyraenops simplex
Bathysphyraenops simplex är en fiskart som beskrevs av Albert Eide Parr, 1933. Bathysphyraenops simplex ingår i släktet Bathysphyraenops och familjen Howellidae. Inga underarter finns listade.